# Forum Ware
Forum Ware ist eine in Wien und Berlin erscheinende internationale wissenschaftliche Fachzeitschrift für Warenlehre. Als Fachmagazin wurde Forum Ware von Josef Hölzl erstmals 1972 herausgegeben und erscheint seither in Kooperation der ÖGWT mit der Deutschen Gesellschaft für Warenkunde und Technologie DGWT. Manche Ausgaben erscheinen in Kooperation mit der IGWT Internationalen Gesellschaft für Warenwissenschaften und Technologie.

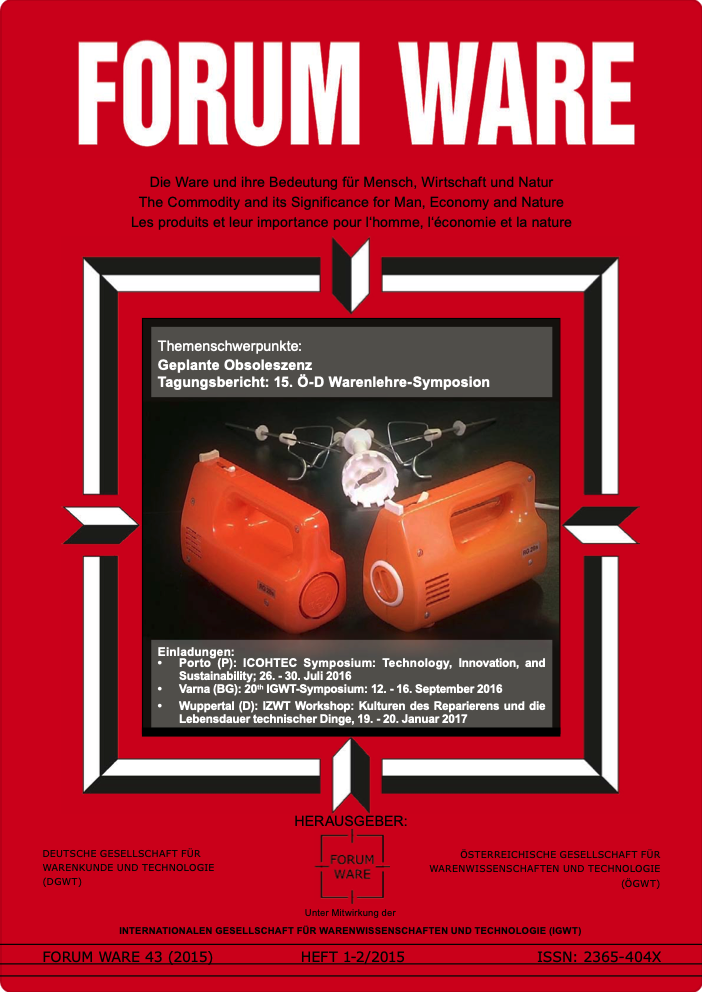
Titelblatt der Fachzeitschrift Forum Ware 43 (2015) Heft 1–2

## Inhaltliche Angaben
Die Fachzeitschrift wurde bis zum Jahrgang 39 (2011) als Druckzeitschrift herausgegeben. Ab dem Jahrgang 40 (2012) wird die Zeitschrift als elektronische Zeitschrift veröffentlicht. Die Jahrgänge sind über die Webseiten der ÖGWT und der DGWT verfügbar. Ältere Jahrgänge werden von den Gesellschaften laufend digitalisiert.